# 庄瀬村
庄瀬村（しょうぜむら）は、かつて新潟県中蒲原郡にあった村。1955年3月31日の新設合併によって消滅し、現在は新潟市南区の一部となっている。
以下の記述は合併直前当時の旧庄瀬村に関しての記述であり、現在では名称等が異なる場合がある。なお、ここに記述されていない内容に関しては新潟市などの記事を参照。

## 沿革
- 1889年（明治22年）4月1日 - 町村制施行に伴い中蒲原郡庄瀬村、飯島新田、真木新田、古川新田、兎新田が合併し、庄瀬村が発足。
- 1902年（明治35年）4月1日 - 中蒲原郡菱潟村、小吉村（一部）と合併して、庄瀬村を新設。
- 1955年（昭和30年）3月31日 - 中蒲原郡白根町、新飯田村、臼井村、大郷村、鷲巻村、根岸村、小林村、茨曽根村と合併し、白根町を新設して消滅。

## 地域
庄瀬村は、合併した村名を継承する以下の大字で構成される。
庄瀬（しょうぜ）
1889年（明治22年）まであった庄瀬村の区域。現在の新潟市南区庄瀬。
飯島（いいじま）

1889年（明治22年）まであった飯島新田の区域。現在の新潟市南区飯島。
真木（まぎ）

1889年（明治22年）まであった真木新田の区域。現在の新潟市南区真木。
古川新田（ふるかわしんでん）

1889年（明治22年）まであった古川新田の区域。現在の新潟市南区古川新田。
兎新田（うさぎしんでん）

1889年（明治22年）まであった兎新田の区域。現在の新潟市南区兎新田。

## 学校

### 小学校
- 庄瀬村立庄瀬小学校

### 中学校
- 庄瀬村立庄瀬中学校